# Good Boy (Fernsehserie)
Good Boy (koreanischer Originaltitel: 굿보이) ist eine südkoreanische Serie, die von den Produktionsfirmen SLL, Studio&NEW und Drama House Studio umgesetzt wurde. Die Erstausstrahlung der Serie fand vom 31. Mai 2025 bis zum 20. Juli 2025 auf dem südkoreanischen Fernsehsender JTBC statt. Kurz nach ihrer TV-Ausstrahlung in Südkorea wurden die einzelnen Episoden der Serie im deutschsprachigen Raum auf Prime Video veröffentlicht.

## Handlung
Nach elf Jahren reaktiviert die Polizei das Sonderrekrutierungsprogramm für ehemalige Nationalsportler. Die Medaillengewinner absolvieren ein intensives Training und werden mit den Herausforderungen des Polizeidienstes konfrontiert. Obwohl sie mit persönlichen Problemen, unerwarteten Tragödien und Diskriminierung innerhalb der Polizei zu kämpfen haben, nutzen die im Sport als Helden geltenden Sportler ihre Fähigkeiten und ihre Sportlermentalität, um als Teil einer Spezialeinheit gegen schwere Verbrechen vorzugehen. Dabei setzen sie alles daran, ihre Erfahrungen und Fähigkeiten zum Schutz der Gesellschaft einzusetzen.

## Besetzung und Synchronisation
Die deutschsprachige Synchronisation entstand nach den Dialogbüchern von Christos Topulos und Ole Lehmann sowie unter der Dialogregie von Tanja Dohse  und Jörn Linnenbröker durch die Synchronfirma DMT Studios in Hamburg.

### Hauptdarsteller
| Rolle          | Schauspieler | Synchronsprecher |
| -------------- | ------------ | ---------------- |
| Yun Dong-ju    | Park Bo-gum  | Flemming Stein   |
| Ji Han-na      | Kim So-hyun  | Elise Eikermann  |
| Kim Jong-hyeon | Lee Sang-yi  | Jesse Grimm      |
| Ko Man-sik     | Heo Sung-tae | Jens Wendland    |
| Min Ju-yeong   | Oh Jung-se   | Johannes Semm    |
| Shin Jae-hong  | Tae Won-seok | David Berton     |

### Nebendarsteller
| Rolle          | Schauspieler  | Synchronsprecher   |
| -------------- | ------------- | ------------------ |
| Jo Pan-yeol    | Kim Eung-soo  | Christian Rudolf   |
| Jung Gyeong-mi | Lee Ji-hye    | Katja Keßler       |
| Oh Jong-gu     | Jeong Man-sik | Konstantin Graudus |
| Roh Deok-gyu   | Sung Ji-ru    | Kai Henrik Möller  |
| Leo            | Ko Jun        | Achim Buch         |
| Herr Song      | Shin Mun-sung | Jonas Minthe       |

### Gastdarsteller
| Rolle        | Schauspieler   | Synchronsprecher |
| ------------ | -------------- | ---------------- |
| Dae Po-dong  | Oh Jung-tae    | Patrick Bach     |
| Polizist Han | Kim Chan-hyung | Nils Rieke       |
| Forensiker   | Moon Jung-dae  | Fabian Harloff   |
| Pensionär    | Ri Min         | Holger Umbreit   |
| Reiseleiter  | Joo Jin-soo    | Matthias Klimsa  |

## Episodenliste
| Nr. | Deutscher Titel                    | Originaltitel               | Erstausstrahlung (Südkorea) | Deutschsprachige Erstveröffentlichung (D/A/CH) |
| --- | ---------------------------------- | --------------------------- | --------------------------- | ---------------------------------------------- |
| 1   | Unser verkorkster Held             | 우리들의 일그러진 영웅      | 31. Mai 2025                | 31. Mai 2025                                   |
| 2   | Schneller, weiter, stärker         | 더 빨리, 더 멀리, 더 강하게 | 1. Juni 2025                | 1. Juni 2025                                   |
| 3   | Million Dollar Baby                | 밀리언 달러 베이비          | 7. Juni 2025                | 7. Juni 2025                                   |
| 4   | Schwebe wie ein Schmetterling      | 나비처럼 날아서             | 8. Juni 2025                | 8. Juni 2025                                   |
| 5   | Punch-Drunk Love                   | 펀치 드렁크 러브            | 14. Juni 2025               | 14. Juni 2025                                  |
| 6   | Konterschlag                       | 카운터 펀치                 | 15. Juni 2025               | 15. Juni 2025                                  |
| 7   | Par Terre, Par Terre               | 파테르 파테르               | 21. Juni 2025               | 21. Juni 2025                                  |
| 8   | Aimless Bullet                     | 오발탄                      | 22. Juni 2025               | 22. Juni 2025                                  |
| 9   | Allez                              | 알레                        | 28. Juni 2025               | 28. Juni 2025                                  |
| 10  | Time-out                           | 타임 아웃                   | 29. Juni 2025               | 29. Juni 2025                                  |
| 11  | Countdown                          | 카운트다운                  | 5. Juli 2025                | 5. Juli 2025                                   |
| 12  | Foul                               | 파울                        | 6. Juli 2025                | 6. Juli 2025                                   |
| 13  | Load, start … Nicht stehen bleiben | Load, Start... Don't Stop!  | 12. Juli 2025               | 12. Juli 2025                                  |
| 14  | Könige sterben nie                 | Kings Never Die             | 13. Juli 2025               | 13. Juli 2025                                  |
| 15  | In den Seilen                      | On the Ropes                | 19. Juli 2025               | 19. Juli 2025                                  |
| 16  | Wir sind die Champions             | We are the Champions        | 20. Juli 2025               | 20. Juli 2025                                  |